# Эверман, Джейсон
Джейсон Эверман (англ. Jason Everman, 16 августа 1967) — американский гитарист, игравший в группах Nirvana и Soundgarden. С 1994 по 2006 год Джейсон Эверман проходил службу во 2-м батальоне 75-го полка рейнджеров США и был одним из бойцов элитного спецназа армии США. Принимал участие в иракской и афганской кампаниях. Оставил спецназ по выслуге лет, после чего окончил Колумбийский университет.

## Ранние годы
Эверман родился и вырос на Аляске, в отдалённых местах и почти без присмотра родителей. Он начал играть на гитаре в ходе занятий с психотерапевтом по поводу подростковой гиперэмоциональности. В старшие школьные годы начал выступать в составе различных местных групп, в том числе в Stonecrow, где познакомился с барабанщиком Чэдом Ченнингом.

## Nirvana
Эверман присоединился к Nirvana в 1989 году как второй гитарист. Он указан на альбоме Bleach как второй гитарист, хотя на самом деле не участвовал в записи. Его имя было упомянуто только из-за того, что он заплатил $606.17 за запись альбома. Деньги ему так никогда и не вернули. Эверман гастролировал с группой летом 1989 года в поддержку альбома Bleach. В то время когда он играл с Nirvana, он использовал гитары Fender, преимущественно Fender Telecaster.
Игру Эвермана можно услышать в песне «Do You Love Me?» группы Kiss, которая была выпущена на альбоме Hard to Believe: Kiss Covers Compilation и в песне «Dive», выпущенной на сборнике With The Lights Out. Обе песни были записаны в июне 1989 года.
По словам Курта Кобейна, Эверман в музыкальном и визуальном плане тяготел к тяжёлому металлу. Курт говорил, что они разошлись в музыкальных вкусах. Джейсон хотел играть потяжелее и постоянно пытался вставить «металлические» элементы в музыку «Нирваны». Кобейн же не любил метал. Также Курта раздражало типичное для металлистов поведение Джэйсона во время выступлений: постоянная тряска головой, специальные стойки и т. д.

## Soundgarden
Эверман ушёл из Nirvana в июле 1989 года и вскоре присоединился к группе Soundgarden в качестве басиста. Единственный трек, записанный группой с Эверманом — кавер на песню Come Together группы The Beatles, который появился на мини-альбоме Loudest Love. Эвермана можно увидеть на видео Louder Than Live группы. Эверман был уволен из группы в середине 1990 года, когда Soundgarden закончили свой тур в поддержку Louder Than Live.

## Армия
В сентябре 1994 года Эверман завербовался во 2-й батальон 75-го полка рейнджеров США. Сам Эверман говорит: «Война сильно отличается от того, что мы видим в кино, всё очень медленно и осторожно».
В 2006 году он оставил спецназ по выслуге лет. После этого изучал философию в Колумбийском университете, получив в 2013 году степень бакалавра искусств. По состоянию на 2015 год сообщалось, что Эверман готовится к получению степени магистра военной истории в Норвичском университете.